# Elizabeth Bowen (Schauspielerin)
Elizabeth Bowen ist eine kanadische Schauspielerin und Synchronsprecherin.

## Leben
Bowen gab 2000 in jeweils einer Episode der Fernsehserien Hollywood Off-Ramp und The Fearing Mind ihr Fernsehschauspieldebüt. 2001 hatte sie ihr Filmschauspieldebüt im Fernsehfilm Stumme Schreie im See II und war außerdem in der Filmproduktion Black Point im selben Jahr zu sehen. 2015 spielte sie in zwei Episoden der Fernsehserie Fargo die Rolle der Sue Lutz. Von 2016 bis 2017 stellte sie in der Fernsehserie No Tomorrow die wiederkehrende Rolle der Peggy dar. Außerdem hatte sie 2017 unter anderen eine Episodenrolle in der Fernsehserie Eine Reihe betrüblicher Ereignisse inne. 2020 wirkte sie unter anderem in der Fernsehserie Upload in der Rolle der Fran Booth mit. Seit 2021 ist sie in der Rolle der Deputy Liv Baker in der Fernsehserie Resident Alien zu sehen.

## Filmografie (Auswahl)

### Schauspiel
- 2000: Hollywood Off-Ramp (Fernsehserie, Episode 1x13)
- 2000: The Fearing Mind (Fernsehserie, Episode 1x01)
- 2001: Stumme Schreie im See II (Return to Cabin by the Lake, Fernsehfilm)
- 2001: Black Point
- 2006: Her Sister’s Keeper (Fernsehfilm)
- 2007: Whisper
- 2008: The Guard (Fernsehserie, Episode 1x03)
- 2014: Gracepoint (Miniserie, Episode 1x03)
- 2014: Das Weihnachtsgeheimnis (The Christmas Secret, Fernsehfilm)
- 2014: Warriors (Fernsehfilm)
- 2014–2015: Convos with My 2-Year Old (Fernsehserie, 3 Episoden, verschiedene Rollen)
- 2015: Just the Way You Are (Fernsehfilm)
- 2015: Proof (Fernsehserie, Episode 1x01)
- 2015: Mark & Russell’s Wild Ride (Fernsehfilm)
- 2015: Fargo (Fernsehserie, 2 Episoden)
- 2016: iZombie (Fernsehserie, Episode 2x15)
- 2016: Paranormal Solutions Inc. (Fernsehserie, 2 Episoden)
- 2016: Wayward Pines (Fernsehserie, Episode 2x05)
- 2016: Motive (Fernsehserie, Episode 4x11)
- 2016: Project Mc² (Fernsehserie, 2 Episoden)
- 2016: Feuer im Kopf (Brain on Fire)
- 2016–2017: No Tomorrow (Fernsehserie, 6 Episoden)
- 2017: Eine Reihe betrüblicher Ereignisse (A Series of Unfortunate Events, Fernsehserie, Episode 1x05)
- 2017: Ein Cop und ein Halber: Eine neue Rekrutin (Cop and a Half: New Recruit)
- 2017: Killing Gunther
- 2017: Loudermilk (Fernsehserie, 2 Episoden)
- 2017: Angry Angel (Fernsehfilm)
- 2018: Zwischenstation (Boundaries)
- 2018: Overboard
- 2018: The Crossing (Fernsehserie, Episode 1x08)
- 2018–2019: Michelle’s (Fernsehserie, 6 Episoden)
- 2019: Benchwarmers 2: Breaking Balls
- 2019: Tempting Fate (Fernsehfilm)
- 2019: Hospital Show (Miniserie, 2 Episoden)
- 2020: Upload (Fernsehserie, 4 Episoden)
- 2020: Woke (Fernsehserie, 2 Episoden)
- 2021–2025: Resident Alien (Fernsehserie)
- 2024: Family Law (Fernsehserie, Episode 3x10)
- 2024: Animal Control (Fernsehserie, Episode 2x05)
- 2024: Laid (Fernsehserie, 3 Episoden)

### Synchronisationen
- 2022: Sonic the Hedgehog 2 (Animationsfilm)